# Filain (Aisne)
Filain is een plaats en voormalige gemeente in het Franse departement Aisne in de regio Hauts-de-France en telt 89 inwoners (1999). De plaats maakt deel uit van het Soissons.

## Geschiedenis
Filain is op 1 januari 2015 gefuseerd met de gemeente Pargny-Filain tot de nieuw gevormde gemeente Pargny-et-Filain. De opgeheven gemeenten kregen daarbij niet de status van commune déléguée.

## Geografie
De oppervlakte van Filain bedraagt 4,7 km², de bevolkingsdichtheid is 18,9 inwoners per km².

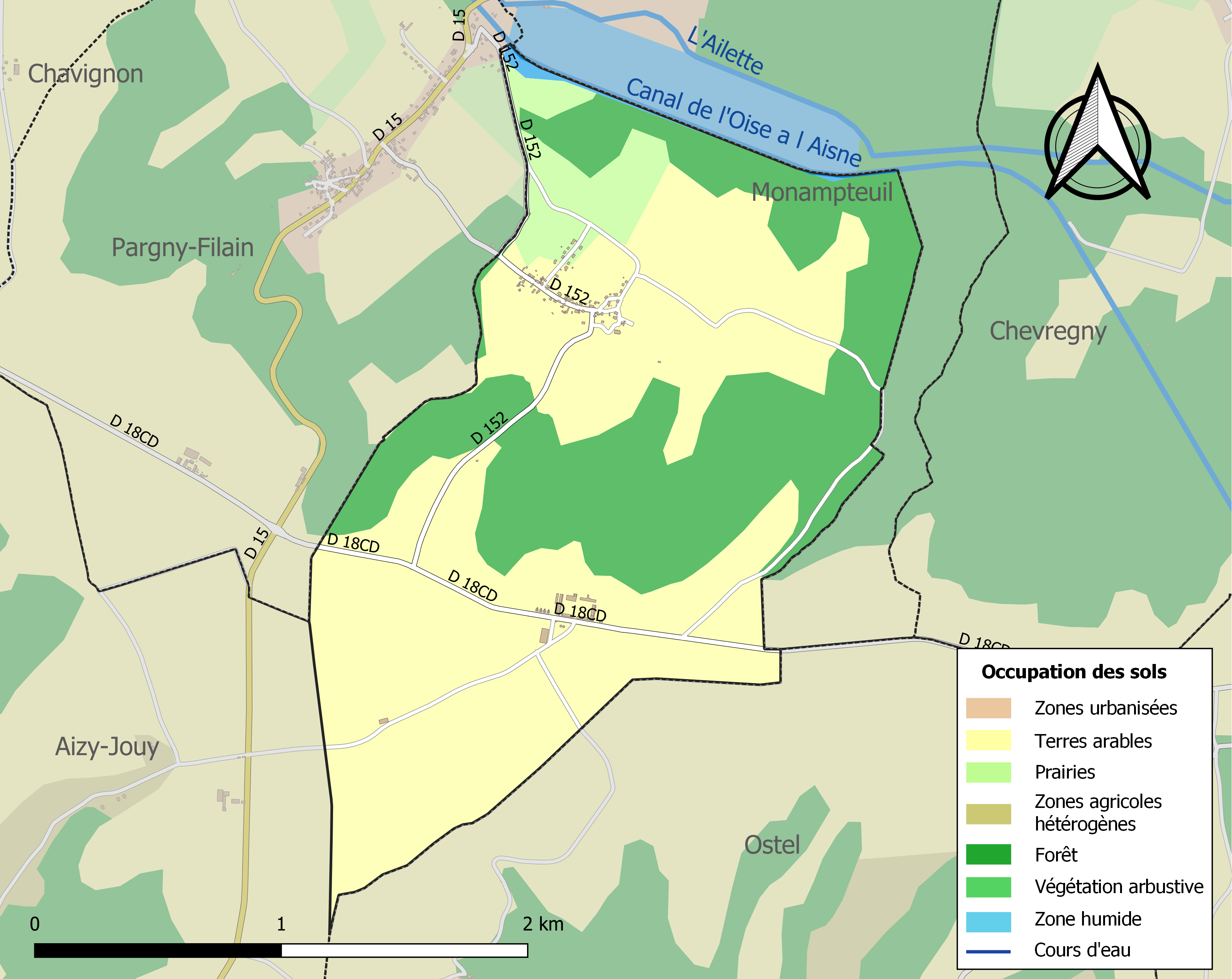
Kaart van de gemeente met de belangrijkste infrastructuur, bodemgebruik en omliggende gemeenten

## Demografie
Onderstaande figuur toont het verloop van het inwonertal.
Vanwege een beveiligingsprobleem met de MediaWiki Graph-software is het momenteel niet mogelijk deze grafiek weer te geven. Zodra de software is bijgewerkt zal de grafiek vanzelf weer zichtbaar worden.